# Manfred Hachelberger
Manfred Hachelberger (* 27. September 1942) ist ein ehemaliger deutscher Politiker (DBD). Er war Vorsitzender des Bezirksvorstandes Dresden der DBD.

## Leben
Hachelberger, Sohn einer Angestelltenfamilie, besuchte die Oberschule sowie die Erweiterte Oberschule. Er studierte anschließend an der Karl-Marx-Universität Leipzig mit dem Abschluss als Diplom-Landwirt. Er war in leitenden Funktionen in der Landwirtschaft tätig, unter anderem ab 1982 Direktor des VEG Milchproduktion Polenz (Kreis Sebnitz).
1967 trat er der DBD bei und übte verschiedene Funktionen für die DBD auf Kreisebene aus: Er war unter anderem Mitglied des Sekretariats des DBD-Kreisvorstandes Sebnitz sowie dessen stellvertretender Vorsitzender. Hachelberger war auch Abgeordneter des Kreistages von Sebnitz.
Im Oktober 1989 übernahm Hachelberger den Vorsitz des DBD-Kreisvorstandes Sebnitz. Von Dezember 1989 bis 1990 war er der letzte Vorsitzende des DBD-Bezirksvorstandes Dresden. Ab Dezember 1989 war er zudem Mitglied des Sekretariats und von Juni bis September 1990 Erster Stellvertreter des amtierenden Vorsitzenden der DBD.